# 小行星2307
小行星2307（2307 Garuda）是一颗绕太阳运转的小行星，为主小行星带小行星。该小行星于1957年4月18日发现。
該小行星以印度神話的巨鳥迦樓羅命名。

## 轨道参数
小行星2307的轨道半长轴为3.0438863 AU，离心率为0.061。